# Provincia di Huaylas
La provincia di Huarmey è una provincia del Perù, situata nella regione di Ancash.

## Geografia antropica

### Suddivisioni amministrative
È divisa in 10 distretti:
- Caraz
- Huallanca
- Huata
- Huaylas
- Mato
- Pamparomas
- Pueblo Libre
- Santa Cruz
- Santo Toribio
- Yuracmarca